# 穆斯塔法皇子 (蘇萊曼一世)
穆斯塔法皇子（土耳其語：Şehzade Mustafa；1515年 - 1553年10月6日）是鄂圖曼帝國蘇丹蘇萊曼一世和他的妻子居爾巴哈爾蘇丹所生的長子，他從1533年到1553年間分別擔任馬尼薩、阿馬西亞與科尼亞的總督。穆斯塔法皇子身為鄂圖曼帝國的王儲，直到他被父親蘇萊曼一世下令處決前，他一直深受鄂圖曼軍隊的支持與厚愛，在他死後，蘇萊曼也不禁對自己下令處死兒子的決定感到懊悔。

## 生平
1515年穆斯塔法皇子於出生於馬尼薩，他是蘇萊曼一世的第一個兒子，也是王位的繼承人，不過他的父親更為疼愛另一名由寵妃许蕾姆苏丹所生的穆罕默德皇子，蘇萊曼私心希望穆罕默德皇子日後能繼承蘇丹的寶座，因此不斷給予穆罕默德皇子更多有利繼承王位的機會，由於持續遭受父親不公平的待遇，讓穆斯塔法、支持穆斯塔法皇子的臣民以及蘇萊曼的姊妹們皆對此感到憤恨不平。
穆斯塔法和他的弟弟穆罕默德皇子、塞利姆皇子、巴耶濟德皇子與吉漢吉爾皇子之間非常親近，以日後登上王位的塞利姆皇子為例，塞利姆在他生涯的最後幾年裡善待穆斯塔法的母親居爾巴哈爾蘇丹如同自己生母，並且在布爾薩幫自己的已逝哥哥穆斯塔法修建了陵墓。
穆斯塔法在他的王儲生涯中，不斷面臨到嚴酷的考驗，穆斯塔法從原先所擔任馬尼薩總督的職位被他的父親蘇萊曼轉調到遙遠的阿馬西亞擔任總督，而馬尼薩總督的職位則改由穆罕默德皇子接任（馬尼薩總督的職位通常是由帝國的王儲所擔任）但在穆斯塔法被送往阿馬西亞後，穆斯塔法收到了父親蘇萊曼一世寫的詔書，蘇萊曼在信中告訴兒子：「他派遣穆斯塔法皇子前往阿馬西亞擔任總督並非不想讓他成為王位的繼承人，而是為了保衛鄂圖曼帝國的東部海岸以及讓穆斯塔法學習如何管理這個龐大的帝國。」由於穆斯塔法是皇子中最受歡迎的王位繼承人，因此這道詔令使鄂圖曼軍隊與人民感到寬慰並減低了對蘇萊曼一世的不滿。
待在阿馬西亞的期間，穆斯塔法皇子得知他的弟弟穆罕默德皇子因病去世的消息，此時看似穆斯塔法和王座之間的所有阻礙都消失了，但他隨即面臨到新的挑戰，穆斯塔法的另外兩名兄弟塞利姆皇子與巴耶濟德皇子分別被派往馬尼薩以及科尼亞擔任總督，由於許蕾姆蘇丹不斷動用自身的政治影響力支持自己所生的兒子們，進而讓穆斯塔法皇子的政治生涯變得極為艱困，不過穆斯塔法在此情況下仍成功治理阿馬西亞長達十二年的時間。
1547年，蘇萊曼一世於鄂圖曼 - 薩法維戰爭期間，蘇丹頻繁地前往各地和他的兒子塞利姆、巴耶濟德以及穆斯塔法會面，並與他們商討政治局勢。在穆罕默德皇子死後很長的一段時間裡，三名皇子間持續維持著競爭的關係。
1549年，穆斯塔法皇子因為在遠征波斯薩法維帝國的戰爭中表現出色，蘇萊曼因此調任穆斯塔法擔任科尼亞的總督作為獎勵，但此時穆斯塔法皇子的處境更加危險，因為許蕾姆蘇丹和大維齊爾魯斯坦帕夏結成了同盟，共同支持許蕾姆的兒子塞利姆和巴耶濟德，並開始散播對穆斯塔法不利的謠言。

## 死亡

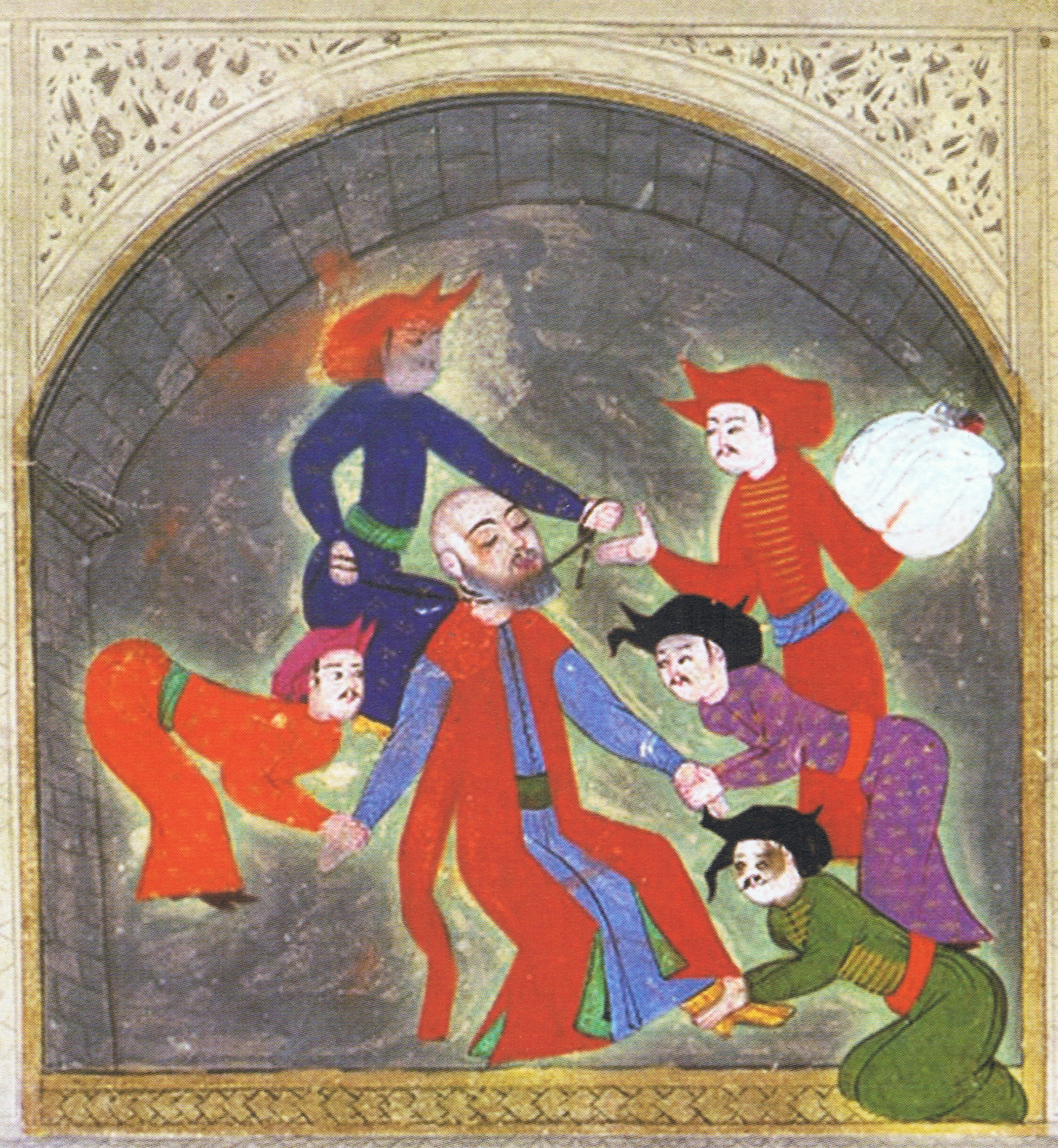
穆斯塔法被弓弦勒斃

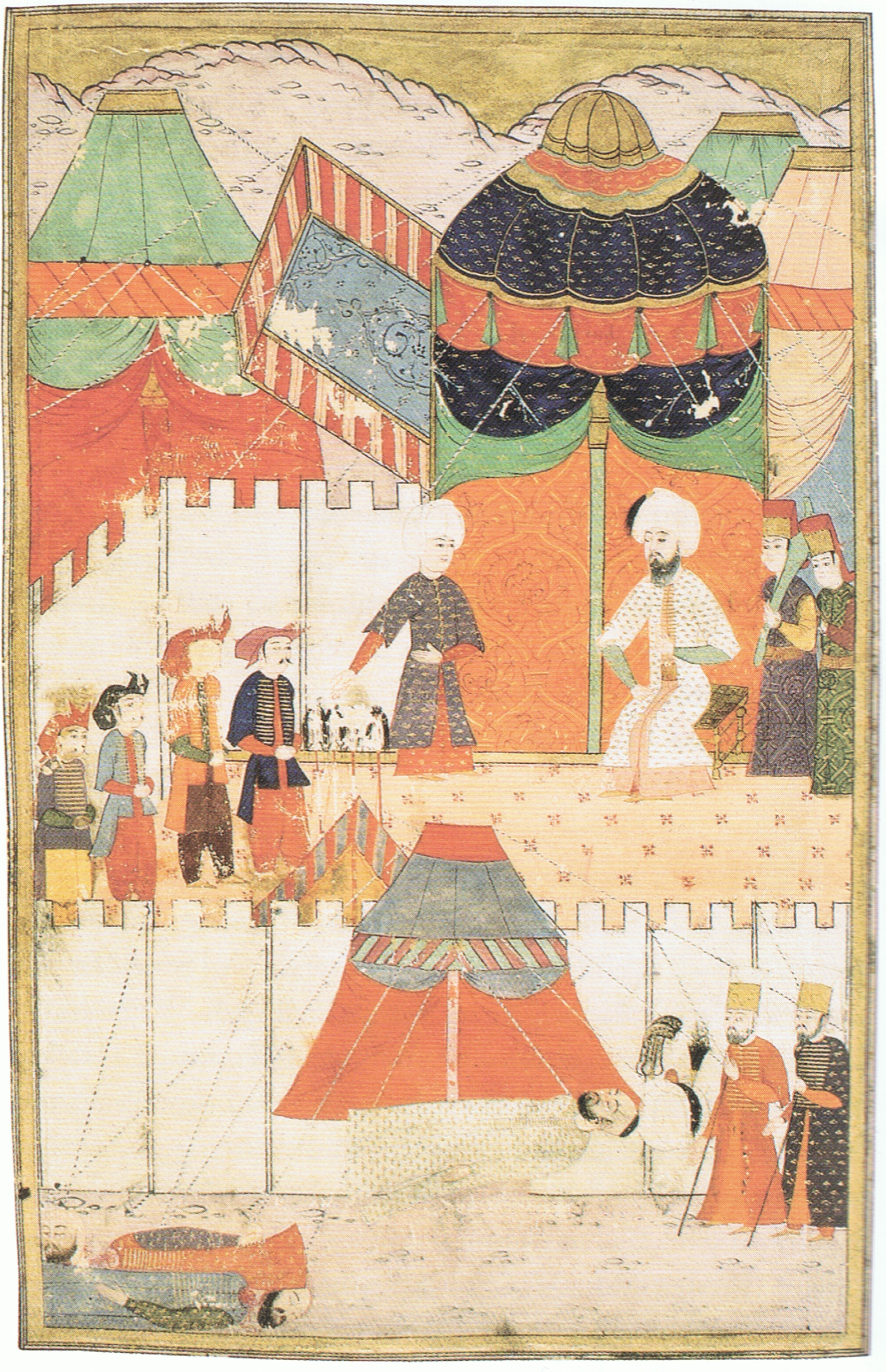
穆斯塔法皇子遭處決後放置於帳篷前的屍體

1553年，蘇萊曼一世在前往對戰波斯的薩法維帝國途中，蘇萊曼的軍隊在埃雷利停留了一段時間，此時魯斯坦帕夏向穆斯塔法皇子提議率軍加入他父親的軍隊，但魯斯坦同時警告蘇萊曼一世，並說服蘇萊曼使他相信兒子穆斯塔法打算殺了他。
穆斯塔法後來接受魯斯坦帕夏的建議，並召集他的部隊加入他父親的隊伍。而蘇萊曼一世則將穆斯塔法的舉動視為威脅，下令處死兒子穆斯塔法，當穆斯塔法進入他父親的帳篷與父親見面時，蘇萊曼的衛兵襲擊了穆斯塔法皇子，經過漫長的打鬥後，穆斯塔法被衛兵們用弓弦絞死。

## 家庭
1535年，穆斯塔法與一名來自克里米亞汗國的女子結婚，兩人間育有幾個孩子：
- 奈吉絲沙蘇丹（1536年馬尼薩 - 1592年安卡拉）她是穆斯塔法最疼愛的女兒，1555年她與安納托利亞的總督德馬特·切納比·艾哈邁德帕夏結婚，她去世後安葬於她父親的陵墓裡。
- 奧爾汗皇子（1538年 - 1552年科尼亞）
- 穆罕默德皇子（1546年阿馬西亞 - 1553年布爾薩）在父親穆斯塔法被處決後，由於他的祖父蘇萊曼一世認為穆罕默德的存在會對他的王位造成潛在的威脅，因此派人殺害了自己的孫子，他死後被埋葬在父親的陵墓裡[5]。
- 莎赫罕班蘇丹（1547年科尼亞 - 1577年10月2日）1555年她與阿馬西亞的總督德馬特·阿卜杜勒科倫帕夏結婚。